# Gipsafgietsel

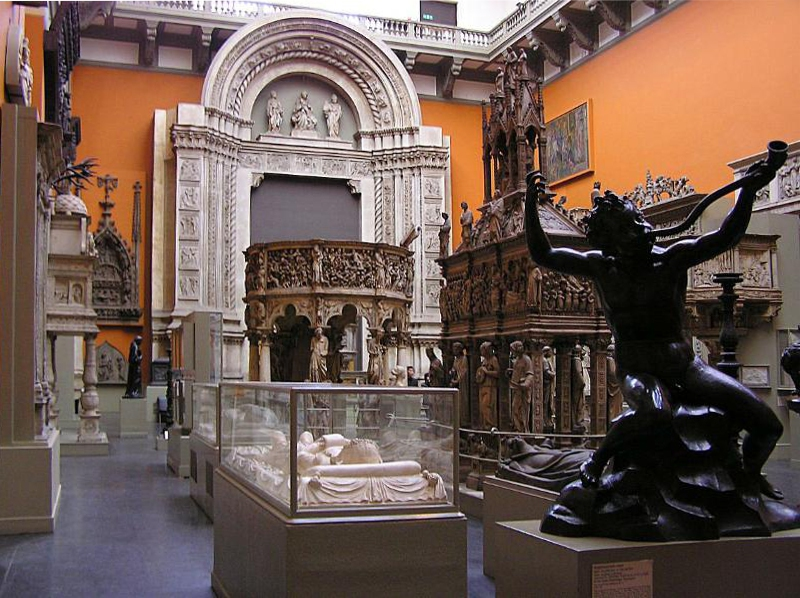
Gipsafdeling van het Victoria and Albert Museum

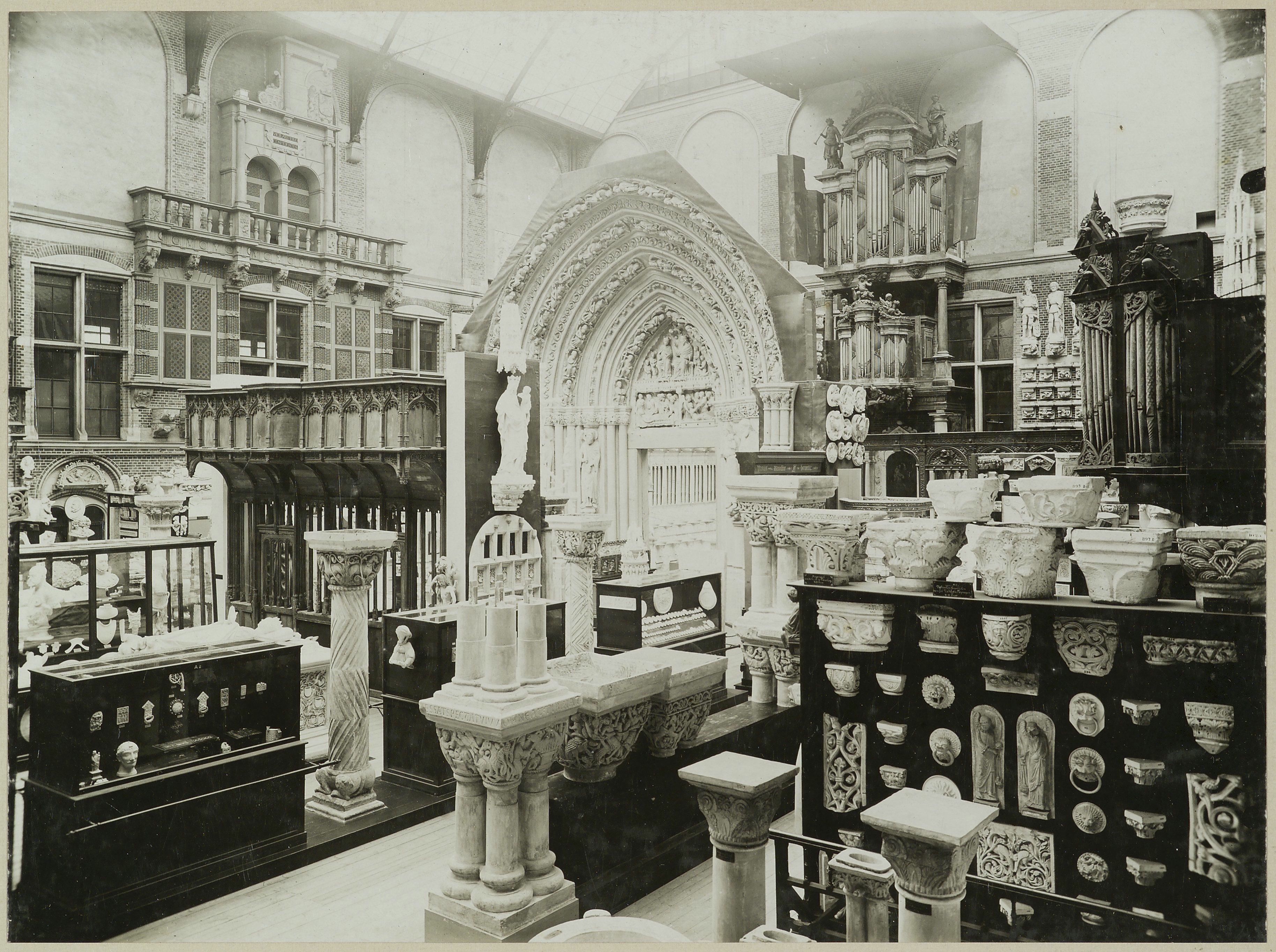
Binnenplaats Rijksmuseum met gipsafgietsels

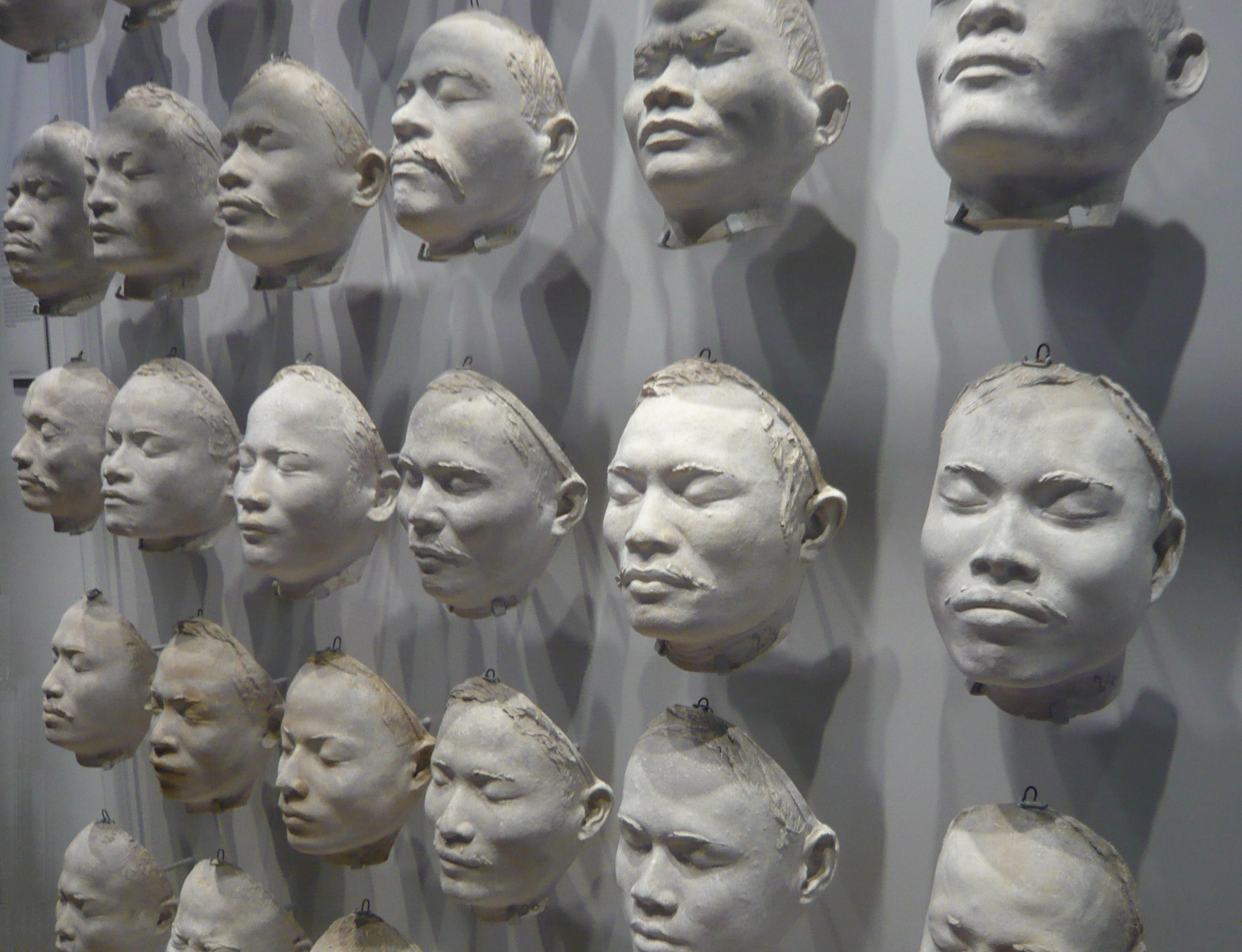
Gipsafgietsels zijn ook gebruikt om gezichten vast te leggen. Inheemse Indonesische bevolking van Nias vastgelegd door J.P. Kleiweg de Zwaan rond 1910

Een gipsafgietsel (ook pleisterbeeld) is een in gips gegoten kopie van een driedimensionale vorm. Het origineel kan bijvoorbeeld een beeldhouwwerk, bouwfragment, hoofd of een fossiel zijn. Ook kopieën die uit gipsen blokken worden gesneden met een punteerapparaat worden tot de gipsafgietsels gerekend.

## Werkwijze
Op het origineel wordt gips aangebracht om een matrijs of gietvorm te maken van het origineel (een negatief beeld). Deze vorm wordt vervolgens verwijderd en daarin wordt vers gips gegoten waardoor een kopie van het origineel ontstaat. Meestal werden zeer uitgebreide mallen gemaakt van enkele tot tientallen stukken. Gips is niet flexibel, dus dienen de mallen als 3D-puzzels te worden samengesteld om het origineel en de kopie te kunnen verwijderen. Er worden ook flexibele mallen van gelatine, rubber en siliconen gebruikt met gips of polyester voor ondersteuning.

## Geschiedenis
Het kopiëren van beroemde sculpturen in gips dateert uit de zestiende eeuw, toen Leone Leoni een verzameling afgietsels opzette in Milaan. Het bleef in die tijd echter bij bescheiden verzamelingen. Door de toegenomen belangstelling voor zowel de klassieken als de middeleeuwen, kwam er in de 18e en 19e eeuw meer vraag naar gipsafgietsels van klassieke, romaanse en gotische beeldhouwwerken.
In de loop van de 19e eeuw ontstonden er uitgebreide collecties in onder meer Londen, Berlijn, München, Wenen en Parijs. Door het maken van kopieën van oude Griekse en Romeinse sculpturen in diverse musea in heel Europa werd het mogelijk een referentiecollectie van de beste en meest representatieve beelden op te zetten, tegen een fractie van de kosten van de aanschaf van originele beelden, die wetenschappers en kunstenaars kunnen raadplegen zonder hoge reiskosten om de originelen te zien. De afgietsels konden ook worden gebruikt in experimenten in polychromie (reconstructie van verflagen), reconstructies, en voor het opvullen van gaten in collecties.
De techniek werd daarna ook toegepast op bijvoorbeeld reliëfs uit het oude Egypte, friezen uit Mesopotamië, evenals middeleeuwse en renaissance beeldhouwwerken.

## Gipscollecties

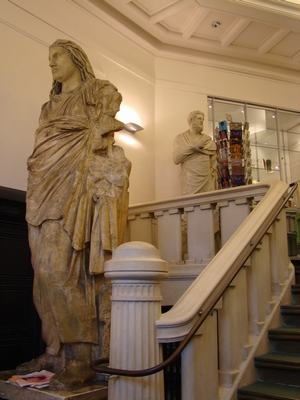
Entree Allard Piersonmuseum met een afgietsel van Mausolus

Eind negentiende eeuw bezaten veel kunstacademies en musea gipscollecties. In de jaren vijftig zijn veel collecties waaronder die van het Rijksmuseum Amsterdam afgestoten. Binnen kunstacademies ontstond een stroming waarbij natekenen vanuit de klassieken minder in de belangstelling stond en bij musea ontstond een tendens naar het origineel. Toch zijn gipsafgietsels ook tegenwoordig waardevol, zeker in situaties waarbij het origineel inmiddels door de tand des tijds aangetast of verdwenen is.
Het Allard Pierson Museum beschikt over een collectie van 300 klassieke gipsbeelden. De Academie Beeldende Kunsten Maastricht is in Nederland een van de weinige kunstacademies die nog in het bezit is van een complete verzameling die destijds in het tekenonderwijs algemeen gangbaar was.
Beelden aan Zee heeft een gipsencollectie permanent tentoongesteld met name opgebouwd uit studies van Mari Andriessen en Cor Hund.